# Schwarzfeld-Siedlung
Die Schwarzfeld-Siedlung (auch Schwarzfeldsiedlung) ist ein Wohnplatz auf der Gemarkung des Königheimer Ortsteils Gissigheim im Main-Tauber-Kreis im Nordosten Baden-Württembergs.

## Geographie
Die umgebenden Orte sind Gissigheim (⊙) im Nordnordwesten, Dittwar (⊙) im Nordosten, Heckfeld (⊙) im Südosten, Brehmen (⊙) im Westsüdwesten, Hof Esselbrunn (⊙) im Westen sowie die Badholz-Siedlung (⊙) und die Ried-Siedlung (⊙) im Nordwesten.
Die Schwarzfeld-Siedlung wird durch den Reißberggraben entwässert, der kurz vor der Siedlung entspringt, an dieser vorbeiführt und nach etwa 3 km bei Dittwar in den Ölbach mündet.

## Geschichte
Auf dem Messtischblatt Nr. 6423 „Gissigheim“ von 1886 und auf dem aktualisierten Messtischblatt Nr. 6423 „Gissigheim“ von 1937 war der Ort jeweils noch unbesiedelt. Der heutige Wohnplatz kam als Teil der ehemals selbständigen Gemeinde Gissigheim am 1. Januar 1972 zur Gemeinde Königheim.

## Wirtschaft und Infrastruktur

### Solarpark Schwarzfeld-Siedlung
Im Januar 2020 wurden Pläne für die Photovoltaik-Freiflächenanlage „Solarpark Schwarzfeld-Siedlung“ unmittelbar an der Gissigheimer Schwarzfeld-Siedlung vorgestellt. Der Solarpark solle etwa 13 Hektar Fläche umfassen und eine jährliche Leistung von rund zehn Megawatt-Peak (MWp) erreichen. 2021 stimmte der Königheimer Gemeinderat für den Solarpark „Schwarzfeld-Siedlung“ als zweite Freiflächen-Photovoltaikanlage auf der Gemarkung Königheim. Es handelte sich um die zweite Photovoltaik-Freiflächenanlage auf Königheimer Gemarkung. Die erste wurde im selben Jahr bei Weikerstetten genehmigt. Eine dritte folgte 2022 bei Hof Birkenfeld.

### Verkehr
Der Wohnplatz Schwarzfeld-Siedlung ist über einen von der K 2836 abzweigenden Wirtschaftsweg zu erreichen. Daneben aus Richtung Dittwar über einen Wirtschaftsweg entlang des Reißberggrabens.